# Lee Archambault
Lee Joseph Archambault (Oak Park, 25 de agosto de 1960) é um astronauta norte-americano.
Bacharel em ciências e formado em engenharia aeronáutica em 1984, recebeu as asas de piloto da Força Aérea em 1986 com a patente de tenente, servindo como piloto de F-111 até 1990, quando passou a voar no caça F-117 Stealth, participando de 22 missões de combate no Iraque, durante a Guerra do Golfo. De volta aos Estados Unidos, serviu como instrutor de voo dos F-117 e piloto de testes de desenvolvimento de novas armas para os caças F-16 até 1998, quando foi selecionado para o programa de treinamento de astronautas da NASA.
Após o período de treinamento, Archambault foi colocado no programa de desenvolvimento de melhorias técnicas para os instrumentos de voo do ônibus espacial e em 2001 efetivado como astronauta de apoio em terra. Nesta função, Archambault trabalhou no suporte técnico a decolagens e aterrisagens no Centro Espacial Kennedy, liderando a equipe responsável por esta área durante as missões STS-111 e STS-114 do ônibus espacial.
Nove anos após sua admissão na NASA, Archambault subiu finalmente ao espaço em 8 de junho de 2007 como piloto da nave Atlantis, na missão STS-117.
Em 15 de março de 2009 Archambault foi novamente ao espaço, desta vez como comandante da STS-119 Discovery, uma missão de treze dias à Estação Espacial Internacional, que instalou os últimos painéis solares da estação orbital.